# Fracción Barrio Nuevo
Fracción Barrio Nuevo är en ort i Mexiko.   Den ligger i kommunen Unión Juárez och delstaten Chiapas, i den sydöstra delen av landet, 900 km sydost om huvudstaden Mexico City. Fracción Barrio Nuevo ligger 1 440 meter över havet och antalet invånare är 105.
Terrängen runt Fracción Barrio Nuevo är kuperad åt sydväst, men åt nordost är den bergig. Runt Fracción Barrio Nuevo är det ganska tätbefolkat, med 155 invånare per kvadratkilometer. Närmaste större samhälle är Cacahoatán, 9,9 km sydväst om Fracción Barrio Nuevo. I omgivningarna runt Fracción Barrio Nuevo växer i huvudsak städsegrön lövskog.